# Jack Gardner
James Hamlin Gardner, detto Jack (Texico, 29 marzo 1910 – Salt Lake City, 9 aprile 2000), è stato un cestista e allenatore di pallacanestro statunitense, membro del Naismith Memorial Basketball Hall of Fame dal 1984 in qualità di allenatore.